# Дэв (армянская мифология)
Дэв (арм. դև) — в армянской мифологии добрый или злой дух. Описывается в мифах, легендах и сказках, как великан с огромной головой на плечах и глазами размером с глиняные горшки или тарелки (некоторые дэвы — одноглазые), сочетающий иногда в своём образе и черты животных. Дэв может быть как добрым, так и злым — все дэвы делятся на белых и чёрных, причём цвет не всегда соответствует характеру (т. е. белый может быть и злым, а чёрный — добрым). В легендах маги были способны заставить дэва вселиться в тело человека.
Из добрых дэвов известны аралезы и урваканы, из злых — алы, айсы, чивалы и вишапы. Такие духи, как хадж, согласно мифологии, относятся к людям нейтрально. 
Облик каждого дэва отличается — например, пайрики принимают облик как прекрасных женщин, так и ослиц, живущих в развалинах. Встречаются дэвы о шести, девяти, двенадцати, и даже о сорока головах. 
В сказке Ованеса Туманяна «Райский цветок» дэв является стражем райского цветка. В других сказках (например, «Тысячеголосый соловей») описаны разноцветные дэвы. 